# Grumetes

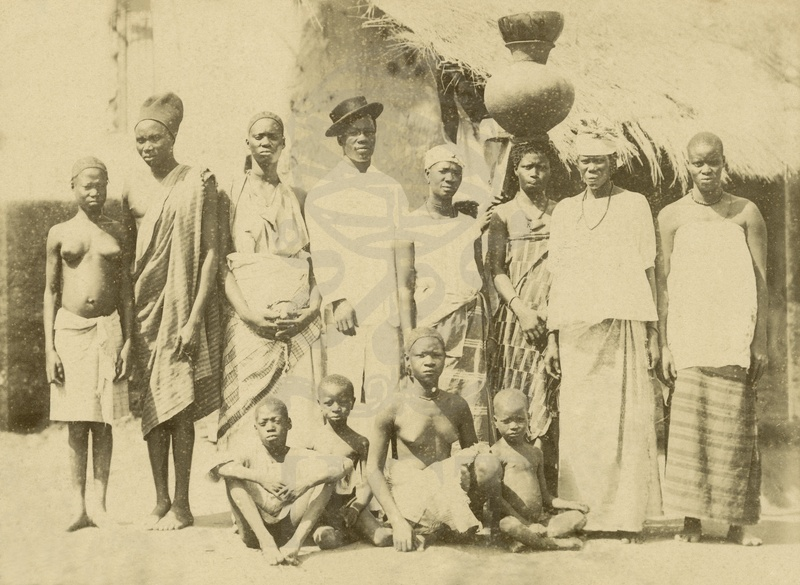
Grupo de grumetes na Guiné Portuguesa, em 1892

Os grumetes eram, no contexto da colonização portuguesa da África Ocidental, os nativos africanos que, atraídos pela feitoria portuguesa, por necessidade, interesse ou curiosidade, estabeleciam contacto com os portugueses, acabando por assimilar os seus hábitos e comportamentos, aprendendo e usando o crioulo guineense. Eram cristãos, adquirindo um estatuto intermediário, entre os "indígenas" e os "civilizados".
Eram na sua maioria papéis e manjacos, recrutados para os serviços auxiliares a bordo dos navios, razão pela qual ficaram sendo conhecidos como "grumetes", mesmo quando trabalhavam em terra como criados e serviçais.
Os grumetes ou exerciam os seus ofícios, ou prestavam serviços aos colonos portugueses como criados, moços de fretes e serventes, executando diversas tarefas e trabalhos a solto, que lhes eram distribuídas segundo as suas capacidades e competências. ganhavam a vida, e recebiam a sua retribuição em dinheiro ou géneros, ou bens de uso pessoal que fossem do seu interesse. Trabalhavam durante o dia no interior da cidadela colonial, mas apenas pernoitando ali caso o serviço que executavam o exigisse. Uma vez concluídos os seus trabalhos, geralmente regressavam, à noite, ao seu "chão" e ao convívio da sua tabanca. As mulheres trabalhavam como vendedeiras, serviçais, lavadeiras ou engomadeiras, entre outras funções.
Iam à missa, baptizando-se e assumindo-se como cristãos. 

As praças guineenses com maior número de grumetes eram Bissau e Cacheu, existindo também em Bolama.